# The Beautiful Mrs. Reynolds
The Beautiful Mrs. Reynolds è un film muto del 1918 diretto da Arthur Ashley.

## Produzione
Il film fu prodotto dalla World Film con il titolo di lavorazione The Adventurer.

## Distribuzione
Il copyright del film, richiesto dalla World Film Corp., fu registrato il 14 gennaio 1918 con il numero LU11934.
Distribuito dalla World Film e presentato da William A. Brady, il film uscì nelle sale cinematografiche statunitensi il 21 gennaio 1918.